# International Federation of BodyBuilding & Fitness
De International Federation of BodyBuilding & Fitness (IFBB) is een internationaal professioneel sportbestuursorgaan voor bodybuilding en fitness dat toezicht houdt op veel van de belangrijkste internationale evenementen van de sport, met name de wereld- en continentale kampioenschappen. De IFBB heeft zijn hoofdkwartier in Las Rozas de Madrid.
In 1946 werd de IFBB opgericht door de broers Ben en Joe Weider in Montreal onder de naam "International Federation of BodyBuilders (IFBB)". De twee stichtende landen waren Canada en de Verenigde Staten. Ben Weider van Canada werd verkozen tot eerste IFBB-president. Sinds 1959 werd de IBFF Mr. Universe verkiezing georganiseerd. De naam werd in 1976 aangepast tot het huidige World Amateur Bodybuilding Championships. In 1967 werd door de IFBB ook Mr. Olympia gehouden. Van 1966 tot 1970 kende de Federatie een snelle groei, met Joe en Ben Weider actief als internationale ambassadeurs van de sport. In 1970 had de IFBB plaatselijke vertegenwoordigers in meer dan 50 landen over de hele wereld en was de IFBB aanwezig in Afrika, Azië, Europa, Australië, Noord- en Zuid-Amerika. Sinds 1980 organiseert de IFBB ook Ms. Olympia.
In 2004 werd de IFBB omgedoopt tot de Internationale Federatie van BodyBuilding en Fitness, maar behield de afkorting "IFBB". Het jaar daarop keurde de IFBB nieuwe IFBB anti-doping regels volgens de World Anti-Doping Code. In 2006, na 60 jaar, nam Ben Weider ontslag uit zijn rol als president en werd Dr. Rafael Santonja uit Spanje verkozen tot de nieuwe president. Het hoofdkwartier van de IFBB werd verplaatst naar het Spaanse Las Rozas de Madrid. In 2010 werd Santonja herkozen voor een tweede termijn, en in 2014 werd hij voor een derde keer herkozen op het IFBB World Congress in Brasilia. Dat jaar was ook de laatste editie van Ms. Olympia, de wedstrijd werd aangepast, en in een weekend, het Olympia Weekend, worden nu zowel Mr. Olympia als Woman's Physique Olympia, Fitness Olympia, Figure Olympia en de Bikini Olympia gehouden. In 2017 werd er een duidelijke afscheiding gemaakt tussen de vertegenwoordiging van amateursporters en professioneel sporters. De International Federation of BodyBuilders Professional League (IFBB Professional League) werd opgericht, en kent als tegenwicht IFFB Amateur.